# Четвърт (единица за площ)
Че́твърт е старинна мерна единица за площта на обработваемата земя в руската система от мерки, която се деляла на сохи (плугове). Определяла се е като 0,5 десетини. В зависимост от размера на десетината, тя е представлявала 1200, 1250 или 1600 квадратни сажена, т. е. 5462,7 m² = 0,54627 хектара за 1200 квадратни сажена или повече. Известна е от края на XV век и е официално използвана до 1766 г.
Тя е част от данъчната единица соха (плуг) в Руската държава. Използвала се е и като единица за местна заплата за чиновници (обикновено под названието „чет“).
Името произлиза от древното определение на четвърт – мярка за площ, върху която е засята четвърт (мярка за обем) ръж (малко повече от 209 литра), което от своя страна е четвърт каца или окова.